# Liste der Kulturdenkmäler in Knopp-Labach
In der Liste der Kulturdenkmäler in Knopp-Labach sind alle Kulturdenkmäler der rheinland-pfälzischen Ortsgemeinde Knopp-Labach aufgeführt. Grundlage ist die Denkmalliste des Landes Rheinland-Pfalz (Stand: 31. August 2023).

## Einzeldenkmäler
| Bezeichnung                               | Lage                                                                 | Baujahr                           | Beschreibung | Bild                           |
| ----------------------------------------- | -------------------------------------------------------------------- | --------------------------------- | --- | ------------------------------ |
| Katholische Kirche St. Barbara            | Knopp, Hauptstraße 1 Lage                                            | 1923                              | kleiner barockisierender Saalbau, 1912                                                                                      | weitere Bilder Fotos hochladen |
| Friedhofskreuz                            | Knopp, Hauptstraße, bei Nr. 1 auf dem Friedhof Lage                  | 1897                              | Friedhofskreuz, bezeichnet 1897                                                                                             | Fotos hochladen                |
| Hofanlage                                 | Knopp, Hauptstraße 3 Lage                                            | 1802                              | Streckhof; eingeschossiges Wohnhaus, bezeichnet 1802, Wirtschaftsteil, bezeichnet 1891                                      | Fotos hochladen                |
| Quereinhaus                               | Knopp, Hauptstraße 5 Lage                                            | 1836                              | eingeschossiges Quereinhaus, bezeichnet 1836                                                                                | Fotos hochladen                |
| Quereinhaus                               | Knopp, Hauptstraße 7 Lage                                            | 1813                              | nachbarockes Quereinhaus, bezeichnet 1813                                                                                   | Fotos hochladen                |
| Quereinhaus                               | Knopp, Hauptstraße 32 Lage                                           | 1845                              | Quereinhaus, bezeichnet 1845; Anlage mit jüngeren Wirtschaftsgebäuden (1875?)                                               | Fotos hochladen                |
| Wegekreuz                                 | Knopp, Hauptstraße, gegenübern Nr. 32 Lage                           | 1874                              | Wegekreuz, bezeichnet 1874; zwei Reliefs der ehemaligen Kirchenkanzel, um 1920                                              | Fotos hochladen                |
| Hofanlage                                 | Knopp, Hauptstraße 36 Lage                                           | 1848                              | Dreiseithof; eingeschossiges klassizistisches Quereinhaus, bezeichnet 1848, Wirtschaftsgebäude 1878                         | Fotos hochladen                |
| Quereinhaus                               | Knopp, Hauptstraße 40 Lage                                           | 18. Jahrhundert                   | Fachwerk-Quereinhaus, teilweise massiv, 18. Jahrhundert, Wirtschaftsteil bezeichnet 1800                                    | Fotos hochladen                |
| Knoppermühle                              | Knopp, östlich des Ortes am Labach Lage                              | 1862                              | unregelmäßige Dreiflügelanlage; Krüppelwalmdachbau, bezeichnet 1862, Wirtschaftsgebäude überwiegend aus dem 19. Jahrhundert | BW                             |
| Brücke                                    | Knopp, östlich des Ortes bei der Knoppermühle im Zuge der L 469 Lage | spätes 19. Jahrhundert            | Straßenbrücke über den Stuhlbach; einbogige Brücke, wohl aus dem späten 19. Jahrhundert                                     | BW                             |
| Quereinhaus                               | Labach, Bergstraße 5/7 Lage                                          | 1811                              | eingeschossiges Quereinhaus, bezeichnet 1811                                                                                | BW                             |
| Katholische Pfarrkirche Mariä Himmelfahrt | Labach, Kirchstraße 11 Lage                                          | erste Hälfte des 14. Jahrhunderts | zweischiffige Halle, erste Hälfte des 14. Jahrhunderts                                                                      | weitere Bilder Fotos hochladen |
| Kirchhof                                  | Labach, Kirchstraße, bei Nr. 11 Lage                                 | erste Hälfte des 14. Jahrhunderts | Kirchhof; gequaderte Kirchhofmauer und Torhaus, erste Hälfte des 14. Jahrhunderts; Grabsteine, 19. Jahrhundert              | Fotos hochladen                |
| Brücke                                    | Labach, südöstlich des Ortes im Verlauf der K 70 Lage                | spätes 19. Jahrhundert            | Straßenbrücke über den Labach; einbogige Brücke, wohl aus dem späten 19. Jahrhundert                                        | BW                             |